# 窓辺の二人の女性
『窓辺の二人の女性』（まどべのふたりのじょせい、西: Mujeres en la ventana, 英: Two Women at a Window）は、スペインのバロック絵画の巨匠バルトロメ・エステバン・ムリーリョが1655–1660年ごろにキャンバス上に油彩で描いた絵画で、画家が描いた風俗画のうちの1点である。ムリーリョが生まれ、生涯を過ごしたセビーリャの町の女性たちを描いているが、どのような女性たちであるのかは判然としない。作品は現在、ワシントン・ナショナル・ギャラリーに所蔵されている。
絵画の最初の所有者は、デ・アルモドーバル・デル・リオ公爵 (Duque de Almodóvar del Rio) ペドロ・フランシスコ・ルハン・イ・ゴンゴラ (Pedro Francisco Luján y Góngora) であった。1823年に、彼の末裔は作品をヘッツベリー男爵ウィリアム・エイコートに売却した。その後、彼の家族の所有であったが、1894年後期に画商のピーター・アレル・ブラウン・ワイドナーに売却され、ワイドナーは1942年に作品をナショナル・ギャラリーに遺した。

## 作品
16世紀に植民地交易の独占港として繁栄したセビーリャは、17世紀になると衰退し、貧困は犯罪と売春と疫病の温床となった。親に捨てられた子、疫病で親を失った子は群れをなして、空き家に住み着き、飢えをしのいだ。そして、物乞いをし、使い走りや掃除などの雑用で小銭を稼いだほか、博徒の手下となったり、必要とあらばスリやかっぱらいに走った。身寄りのない少女の多くは、身体を売って生計を立てざるをえなかった。セビーリャでは、孤児であれば12歳から売春が認められていたのである。本作に描かれている女性たちは、セビーリャにいたガリシア地方出身の娼婦であるのかもしれない。
画面左側に立っている女性は笑顔をショールで覆い、部分的に開けられたシャッターの背後から覗き見ている。一方、窓辺に寄りかかっている若い女性は、面白そうに鑑賞者の方を見ている。2人の間の年齢差は、上流階級のスペインの家庭にいた付き添いの女性と娘であることを示唆しているのかもしれない。微笑みや笑いを隠すことは、上流階級の間では礼儀作法であると考えられていた。
本作は裏の意味のない、無邪気な戯れを表している可能性もあるが、2人の笑顔と若い女性の肌を露わにした胴着は、無邪気なものであれ、違法なものであれ、恋愛の始まりを示唆している。とはいえ、オランダ絵画において必ず表現されているアトリビュート (人物を特定する事物) はなく、本作が何を表しているのかは不明のままである。
本作で、ムリーリョは感傷性を排除して、距離を置いて2人の女性たちを描いている。左側の女性の微笑みを目と頬だけで示唆しているのは見事である。だまし絵のように描かれた窓の中の実物大に表現された人物像は、視覚を欺こうとするオランダ絵画に由来する。